# Arteria etmoidal anterior
La arteria etmoidal anterior es una arteria de la cabeza que se origina colateralmente de la arteria oftálmica.

## Trayecto y distribución
Una vez que nace de la arteria oftálmica, acompaña al nervio nasociliar a través del foramen etmoidal anterior para irrigar las celdillas etmoidales anteriores y medias, el seno frontal y la cara anterosuperior de la pared nasal lateral.
Se distribuye además hacia la duramadre.

## Ramas
- La rama septal anterior,[1] también conocida como arteria septal anterior.

Cuando entra en el cráneo, emite:
- La rama meníngea anterior[1] hacia la duramadre, también conocida como arteria meníngea anterior.
- Las ramas nasales anteriores laterales.[1] Estas descienden por el interior de la fosa nasal a través de la hendidura en el lateral de la apófisis crista galli, y, discurriendo a lo largo del surco de la superficie interna del hueso nasal, emiten ramas hacia la pared lateral de la nariz y el tabique nasal, así como una rama terminal que aparece en el dorso de la nariz entre el hueso nasal y el cartílago lateral de la nariz (cartilago nasi lateralis).

### Ramas en la Terminología Anatómica
La Terminología Anatómica contempla las siguientes ramas:
A12.2.06.040 Rama meníngea anterior de la arteria etmoidal anterior (ramus meningeus anterior arteriae ethmoidalis anterioris).
A12.2.06.041 Ramas septales anteriores de la arteria etmoidal anterior (rami septales anteriores arteriae ethmoidalis anterioris).
A12.2.06.042 Ramas nasales anteriores laterales de la arteria etmoidal anterior (rami nasales anteriores laterales arteriae ethmoidalis anterioris).